# لئوپولت برشتولت
لئوپولد برشتولد (مجاری: Gróf Berchtold Lipót؛ ۱۸ آوریل ۱۸۶۳ – ۲۱ نوامبر ۱۹۴۲) یک سیاست‌مدار اهل اتریش بود.